# Alex Caceres
Alex Caceres (Miami, 20 giugno 1988) è un lottatore di arti marziali miste statunitense di origini dominicane.
Combatte nella divisione dei pesi piuma per la promozione statunitense UFC.
Dopo aver combattuto primariamente in organizzazioni regionali, ha preso parte al programma televisivo The Ultimate Fighter: Team GSP vs. Team Koscheck.

## Carriera nelle arti marziali miste

### The Ultimate Fighter
Nel 2010 entra a far parte della Ultimate Fighting Championship in qualità di membro del reality show The Ultimate Fighter: Team GSP vs. Team Koscheck.
Il suo primo sfidante è Paul Barrow, il quale vantava già un record di 3 vittorie e nessuna sconfitta. Caceres riesce ad imporsi via sottomissione (rear naked choke) al primo round.

### Ultimate Fighting Championship
Compie il suo debutto per la UFC il 26 marzo 2011 contro Mackens Semerzier, in occasione dell'evento UFC Fight Night: Nogueira vs. Davis. Caceres viene sconfitto tramite sottomissione al primo round.
Ad agosto avrebbe dovuto affrontare Leonard Garcia, ma quest'ultimo venne rimosso dalla card per infortunio e sostituito da Jimy Hettes. Caceres venne sottomesso con una rear-naked choke al terzo minuto della seconda ripresa.
Al suo terzo incontro in UFC decise di passare alla categoria dei pesi gallo per poter affrontare l'ex campione WEC dei pesi gallo Cole Escovedo, il 12 novembre del 2011. Caceres ottenne la vittoria per decisione unanime, in un incontro dove dimostrò un netto miglioramento nello striking e nella lotta.
Il 4 febbraio del 2012 affrontò Edwin Figueroa all'evento UFC 143, perdendo l'incontro per decisione non unanime. Durante il match Alex venne penalizzato con la detrazione di due punti per aver messo a segno dei colpi illegali all'inguine del suo avversario.
A luglio dovette vedersela con Damacio Page, riuscendo a vincere per sottomissione al secondo round. Con questa vittoria ottenne il riconoscimento Submission of the Night.
Il 10 novembre avrebbe dovuto affrontare Kyung Ho Kang. Tuttavia, Kang venne rimosso dalla card per infortunio e rimpiazzato da Motonobu Tezuka. Cacers trionfò per decisione non unanime.
L'incontro con Kang venne riorganizzato per il 3 marzo 2013. Alex vinse il match per decisione non unanime. Il 20 marzo, venne annunciato che Caceres aveva fallito un test anti-doping effettuato dopo l'incontro, testando positivo alla marijuana. Successivamente venne sospeso per sei mesi e la vittoria contro Kang venne convertita in un No Contest.
A settembre dovette affrontare Roland Delorme all'evento UFC 165. Dimostrando un ottimo striking e una buona difesa ai takedown, vinse anche questo match per decisione non unanime.
Il 7 dicembre dello stesso anno doveva scontrarsi con Mitch Gagnon. Tuttavia, l'incontro venne cancellato a causa di alcuni problemi con il visto d'ingresso da parte di Gagnon, che quindi non poté entrare in Australia.
Caceres affrontò Sergio Pettis a gennaio del 2014, riuscendo a vincere con una rear-naked choke ad un secondo dalla fine dell'incontro. Con questa vittoria ottenne i premi Fight of the Night e Submission of the Night.
Nel suo decimo incontro nella promozione, dovette affrontare Urijah Faber ad UFC 175. Perse l'incontro per sottomissione alla terza ripresa.
Successivamente affrontò Masanori Kanehara a settembre del 2014, perdendo ancora per decisione unanime, mentre il 6 giugno del 2015 affrontò Francisco Rivera. Caceres venne messo KO alla prima ripresa, segnando così la sua prima sconfitta per KO nella sua carriera.
Il 30 gennaio del 2016 si scontrò con Masio Fullen, vincendo per decisione unanime. Il 4 giugno trionfò contro Cole Miller all'evento UFC 199.
Ad agosto dovette affrontare il messicano Yair Rodríguez. Dopo 5 round molto combattuti e caratterizzati da spettacolari combinazioni di calci e colpi girati, Caceres venne sconfitto per decisione non unanime. Entrambi i lottatori vennero premiati con il riconoscimento Fight of the Night.

## Risultati nella arti marziali miste

### Risultati nelle arti marziali miste
| Risultato  | Record    | Avversario             | Metodo                           | Evento                                  | Data              | Round | Tempo | Città                        | Note |
| ---------- | --------- | ---------------------- | -------------------------------- | --------------------------------------- | ----------------- | ----- | ----- | ---------------------------- | --- |
| Vittoria   | 19-12 (1) | Seung Woo Choi         | Sottomissione (rear-naked choke) | UFC Fight Night: Costa vs. Vettori      | 23 ottobre 2021   | 2     | 3:31  | Las Vegas, Stati Uniti       | Performance of the Night. |
| Vittoria   | 18-12 (1) | Kevin Croom            | Decisione (unanime)              | UFC Fight Night: Rozenstruik vs. Gane   | 27 febbraio 2021  | 3     | 5:00  | Las Vegas, Stati Uniti       | |
| Vittoria   | 17-12 (1) | Austin Springer        | Sottomissione (rear-naked choke) | UFC Fight Night: Smith vs. Rakić        | 29 agosto 2020    | 1     | 3:38  | Las Vegas, Stati Uniti       | |
| Vittoria   | 16-12 (1) | Chase Hooper           | Decisione (unanime)              | UFC 250: Nunes vs. Spencer              | 6 giugno 2020     | 3     | 5:00  | Las Vegas, Stati Uniti       | |
| Vittoria   | 15-12 (1) | Steven Peterson        | Decisione (unanime)              | UFC on ESPN: dos Anjos vs. Edwards      | 20 luglio 2019    | 3     | 5:00  | San Antonio, Stati Uniti     | |
| Sconfitta  | 14-12 (1) | Kron Gracie            | Sottomissione (rear-naked choke) | UFC on ESPN: Ngannou vs. Velasquez      | 17 febbraio 2019  | 1     | 2:06  | Phoenix, Stati Uniti         | |
| Vittoria   | 14-11 (1) | Martín Bravo           | Decisione (non unanime)          | The Ultimate Fighter: Undefeated Finale | 6 luglio 2018     | 3     | 5:00  | Las Vegas, Stati Uniti       | Fight of the Night |
| Sconfitta  | 13-11 (1) | Wang Guan              | Decisione (non unanime)          | UFC Fight Night: Bisping vs. Gastelum   | 25 novembre 2017  | 3     | 5:00  | Shangai, Cina                | |
| Vittoria   | 13-10 (1) | Rolando Dy             | KO tecnico (stop medico)         | UFC Fight Night: Holm vs. Correia       | 17 giugno 2017    | 2     | 5:00  | Kallang, Singapore           | |
| Sconfitta  | 12-10 (1) | Jason Knight           | Sottomissione (rear-naked choke) | UFC on Fox: Shevchenko vs. Peña         | 28 gennaio 2017   | 2     | 4:21  | Denver, Stati Uniti          | |
| Sconfitta  | 12-9 (1)  | Yair Rodríguez         | Decisione (non unanime)          | UFC Fight Night: Rodriguez vs. Caceres  | 6 agosto 2016     | 5     | 5:00  | Salt Lake City, Stati Uniti  | Fight of the Night |
| Vittoria   | 12-8 (1)  | Cole Miller            | Decisione (unanime)              | UFC 199: Rockhold vs. Bisping 2         | 4 giugno 2016     | 3     | 5:00  | Inglewood, Stati Uniti       | |
| Vittoria   | 11-8 (1)  | Masio Fullen           | Decisione (unanime)              | UFC on Fox: Johnson vs. Bader           | 30 gennaio 2016   | 3     | 5:00  | Newark, Stati Uniti          | Ritorno nei pesi piuma |
| Sconfitta  | 10-8 (1)  | Francisco Rivera       | KO (pugni)                       | UFC Fight Night: Boetsch vs. Henderson  | 6 giugno 2015     | 1     | 0:21  | New Orleans, Stati Uniti     | |
| Sconfitta  | 10-7 (1)  | Masanori Kanehara      | Decisione (unanime)              | UFC Fight Night: Hunt vs. Nelson        | 20 settembre 2014 | 3     | 5:00  | Saitama, Giappone            | |
| Sconfitta  | 10-6 (1)  | Urijah Faber           | Sottomissione (rear-naked choke) | UFC 175: Weidman vs. Machida            | 5 luglio 2014     | 3     | 1:09  | Las Vegas, Stati Uniti       | |
| Vittoria   | 10-5 (1)  | Sergio Pettis          | Sottomissione (rear-naked choke) | UFC on Fox: Henderson vs. Thomson       | 25 gennaio 2014   | 3     | 4:39  | Chicago, Stati Uniti         | Submission of the Night. Fight of the Night.                                                                                               |
| Vittoria   | 9-5 (1)   | Roland Delorme         | Decisione (non unanime)          | UFC 165: Jones vs. Gustafsson           | 21 settembre 2013 | 3     | 5:00  | Toronto, Canada              | |
| No Contest | 8-5 (1)   | Kang Kyung-ho          | No Contest (ribaltato)           | UFC on Fuel TV: Silva vs. Stann         | 3 marzo 2013      | 3     | 5:00  | Saitama, Giappone            | Originariamente vittoria per Caceres per decisione non unanime. Risultato ribaltato dopo che Caceres fu risultato positivo alla marijuana. |
| Vittoria   | 8-5       | Motonobu Tezuka        | Decisione (non unanime)          | UFC on Fuel TV: Franklin vs. Le         | 10 novembre 2012  | 3     | 5:00  | Cotai, Macao                 | |
| Vittoria   | 7-5       | Damacio Page           | Sottomissione (triangle choke)   | UFC on Fuel TV: Munoz vs. Weidman       | 11 luglio 2012    | 2     | 1:27  | San Jose, Stati Uniti        | Submission of the Night |
| Sconfitta  | 6-5       | Edwin Figueroa         | Decisione (non unanime)          | UFC 143: Diaz vs. Condit                | 4 febbraio 2012   | 3     | 5:00  | Las Vegas, Stati Uniti       | |
| Vittoria   | 6-4       | Cole Escovedo          | Decisione (unanime)              | UFC on Fox: Velasquez vs. Dos Santos    | 12 novembre 2011  | 3     | 5:00  | Anaheim, Stati Uniti         | Debutto nei pesi gallo |
| Sconfitta  | 5-4       | Jimy Hettes            | Sottomissione (rear-naked choke) | UFC Live: Hardy vs. Lytle               | 14 agosto 2011    | 2     | 3:12  | Milwaukee, Stati Uniti       | |
| Sconfitta  | 5-3       | Mackens Semerzier      | Sottomissione (rear-naked choke) | UFC Fight Night: Nogueira vs. Davis     | 26 marzo 2011     | 1     | 3:18  | Seattle, Stati Uniti         | Debutto nei pesi piuma |
| Vittoria   | 5-2       | Ketema Jahmal McLennan | KO tecnico (pugni)               | G-Force Fights: Bad Blood 3             | 4 febbraio 2010   | 3     | 2:48  | Miami, Stati Uniti           | |
| Sconfitta  | 4-2       | Matt McCook            | Sottomissione (armbar)           | WFC: Battle of the Bay 8                | 10 luglio 2009    | 2     | 3:56  | Tampa, Stati Uniti           | |
| Sconfitta  | 4-1       | Farkhad Sharipov       | Sottomissione (armbar)           | Best of the Best                        | 12 giugno 2009    | 3     | 3:01  | Columbus, Stati Uniti        | |
| Vittoria   | 4-0       | Joel Garcia            | Sottomissione (triangle choke)   | XFN: Da Matta vs. Thorne                | 14 maggio 2009    | 1     | 1:05  | Fort Lauderdale, Stati Uniti | |
| Vittoria   | 3-0       | Eric Kovarik           | Sottomissione (rear-naked choke) | KOTC: Hurricane                         | 21 febbraio 2009  | 1     | 1:58  | Fort Lauderdale, Stati Uniti | |
| Vittoria   | 2-0       | Tulio Quintanilla      | KO tecnico (pugni)               | MFA: There Will Be Blood                | 3 dicembre 2008   | 2     | 4:14  | Miami, Stati Uniti           | |
| Vittoria   | 1-0       | Eric Luke              | Sottomissione (armbar)           | G-Force Fights: Bad Blood 1             | 6 novembre 2008   | 2     | 1:45  | Miami, Stati Uniti           | |